# 断纹紫胸鱼
断纹紫胸鱼（学名：Stethojulis interrupta）为輻鰭魚綱鱸形目隆头鱼科的其中一種。

## 分布
本魚分布于印度西太平洋區，包括东非、红海、塞席爾群島、馬來西亞、日本、菲律宾、印度尼西亚、台湾岛、中国南海、新喀里多尼亞、越南等海域。该物种的模式产地在Neira、Banda。

## 深度
水深3至30公尺。

## 特徵
本魚體側扁，雌魚背部灰綠色，密布白點，腹部具4至5列黑點，胸鰭後具黑色短縱紋；雄魚背部青綠色，具藍色細縱紋，背鰭硬棘9枚；背的軟條11枚；臀鰭硬棘3枚；臀鰭軟條11枚，體長可達13公分。

## 生態
本魚棲息在珊瑚平台區，幼魚常在潮池中發現，具性轉變，行一夫多妻制，活動力強，夜晚潛沙而眠，屬肉食性，以小型底棲動物為食。

## 經濟利用
可食用魚，但多做為觀賞魚。

## 扩展阅读
維基物種上的相關：断纹紫胸鱼